# Kukka
Koordinaten: 58° 59′ N, 22° 52′ O

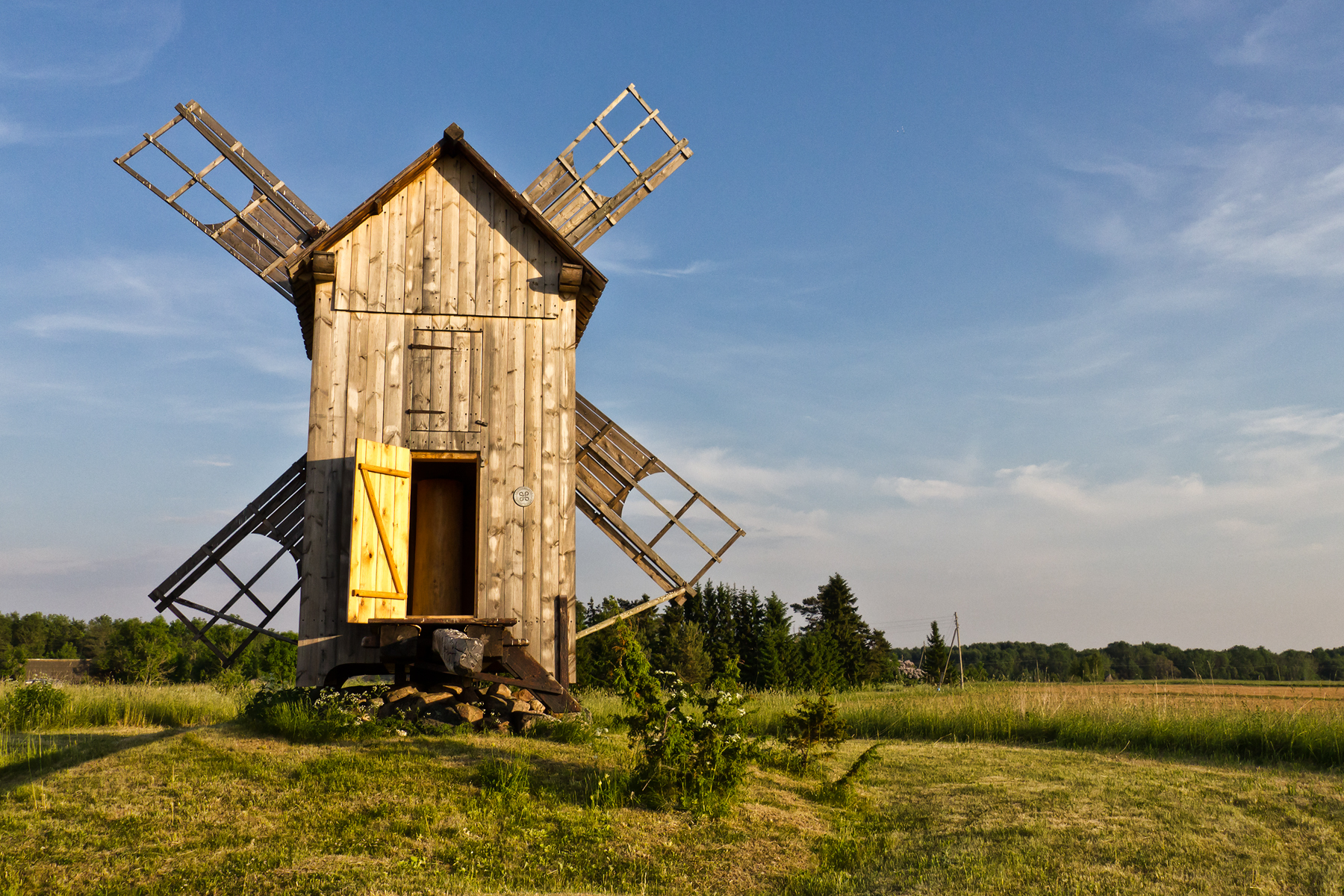
Windmühle von Kukka

Kukka ist ein Dorf (estnisch küla) in der Landgemeinde Hiiumaa (bis 2017: Landgemeinde Pühalepa). Es liegt auf der zweitgrößten estnischen Insel Hiiumaa (deutsch Dagö).

## Beschreibung
Kukka hat 11 Einwohner (Stand 31. Dezember 2011). Der Ort liegt sieben Kilometer südöstlich der Inselhauptstadt Kärdla. Die Ursprünge gehen auf das Wackendorf Kucku zurück, das ab 1565 verzeichnet ist.
Bei der historischen Windmühle von Kukka befindet sich das Sommerhaus des estnischen Schriftstellerpaares Paul-Eerik Rummo und Viiu Härm.

## Kukka-Stein
Der Stein von Kukka (Kukka kivi) ist der fünftgrößte Findling Estlands und der größte der Insel Hiiumaa. Der Granitblock hat ein Volumen von 324 m² über der Erde. Er ist 16,4 m lang, 11 m breit und 3,7 m hoch. Sein Umfang beträgt 42 m.
Die gesamte Gegend ist mit Steinen übersät, was den Bewohnern von Hiiumaa Stoff für zahlreiche Legenden bot.